# تراویس ون وینکل
تراویس ون وینکل (انگلیسی: Travis Van Winkle؛ زادهٔ ۴ نوامبر ۱۹۸۲) بازیگر اهل ایالات متحده آمریکا است. وی از سال ۲۰۰۴ میلادی تاکنون مشغول فعالیت بوده‌است.

## گزیده فیلم شناسی
از فیلم‌ها یا برنامه‌های تلویزیونی که وی در آن نقش داشته‌است می‌توان به آثار زیر اشاره کرد.
- دنیای مالکوم (۲۰۰۵)
- او. سی (۲۰۰۵)
- پذیرفته (فیلم) (۲۰۰۶)
- ورونیکا مارس (مجموعه تلویزیونی) (۲۰۰۷)
- تبدیل‌شوندگان (فیلم) (۲۰۰۷)
- ملاقات با اسپارتی‌ها (۲۰۰۸)
- جمعه سیزدهم (فیلم ۲۰۰۹) (٢٠٠٩)
- جمعه سیزدهم (مجموعه فیلم) (۲۰۰۹)
- ۹۰۲۱۰ (مجموعه تلویزیونی) (۲۰۰۹)
- دو دختر ورشکسته (۲۰۱۱)
- دو مرد و نصفی (۲۰۱۲)
- سی‌اس‌آی: میامی (۲۰۱۲)
- داستان زندگی هوپ (۲۰۱۲)
- هارت آو دیکسی (۲۰۱۳)
- منترونشن (٢٠١۴)
- آخرین کشتی (مجموعه تلویزیونی) (۲۰۱۴–اکنون)
- اسکورپیون (مجموعه تلویزیونی) (۲۰۱۵)